# Чемпионат Европы по футболу 2019 среди юношей до 19 лет

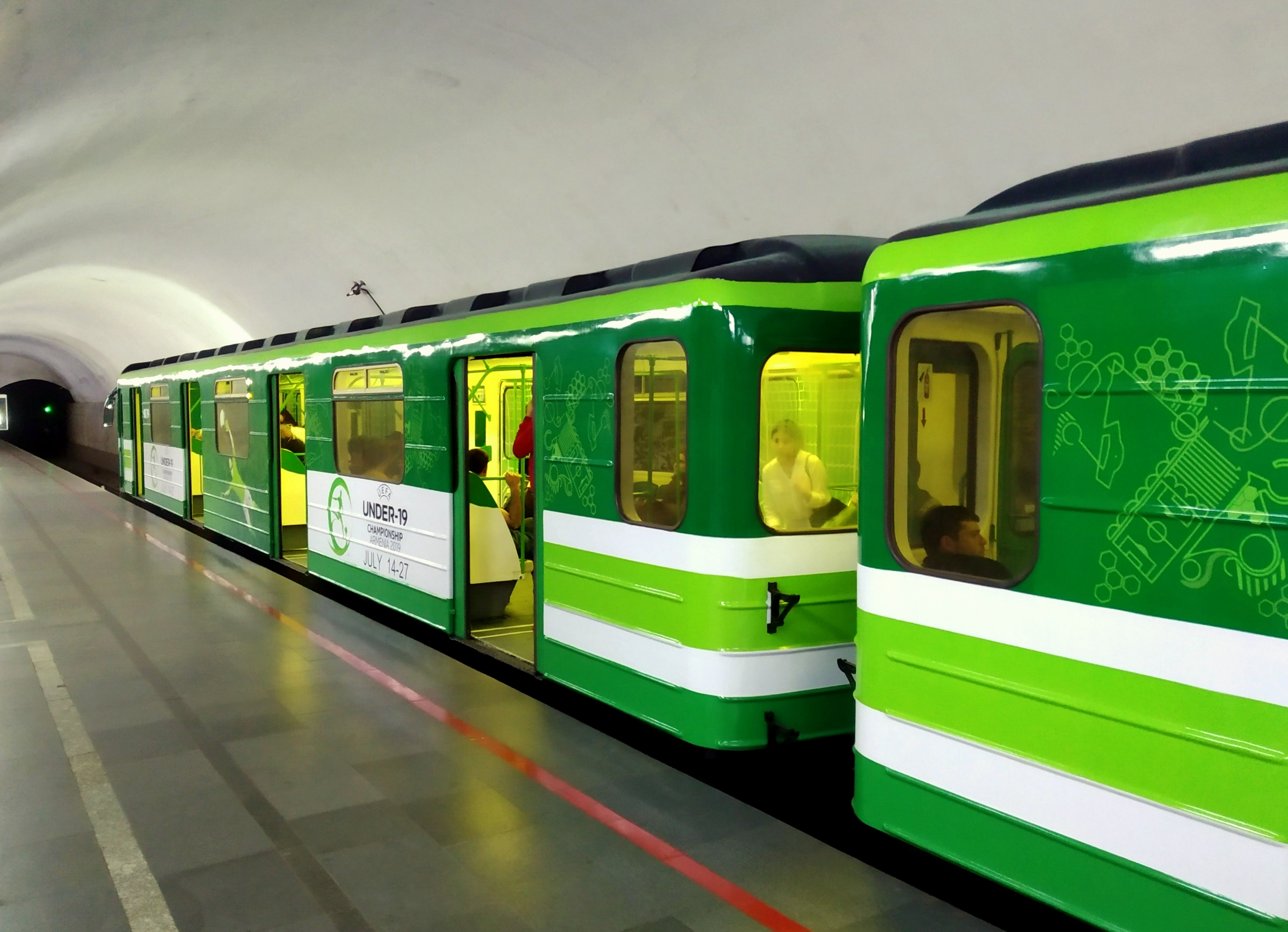
Поезд Ереванского метрополитена украшенный символикой турнира

Чемпионат Европы по футболу 2019 среди юношей до 19 лет — 18-й розыгрыш чемпионата Европы по футболу среди юношей и 68-й, если учитывать все юношеские чемпионаты. 9 декабря 2016 года страной-хозяйкой была выбрана Армения. В этом турнире имеют право принимать участие игроки, родившиеся после 1 января 2000 года.

## Отборочный турнир

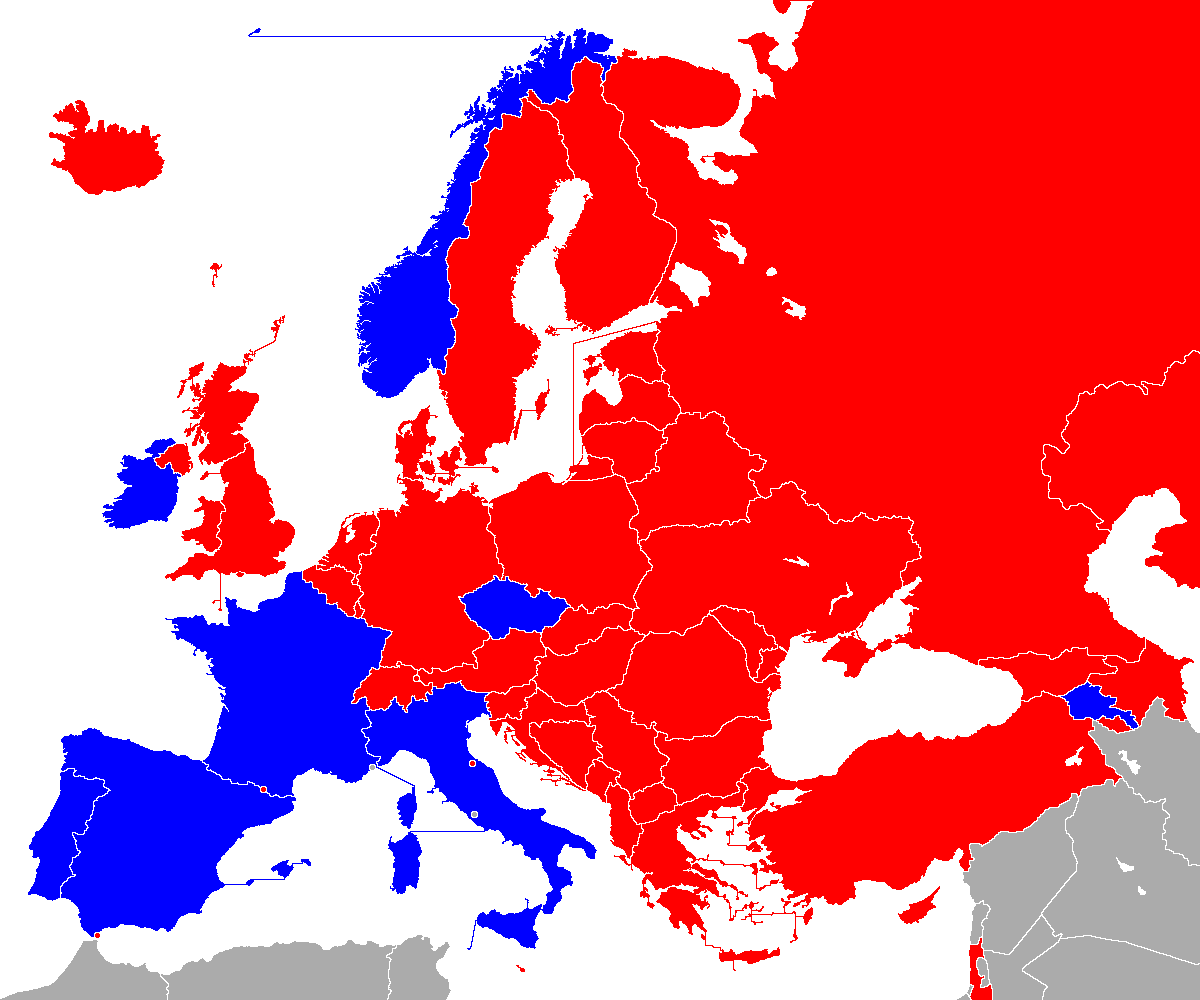
Квалифицировались в финальный турнир
Не смогли квалифицироваться

Отборочный турнир к финальной части Чемпионата Европы по футболу 2019 состоял из двух раундов:
- Отборочный раунд: 10 октября — 20 ноября 2018 года
- Элитный раунд: 2019 год

В отборочном раунде примут участие 52 команды (Армения автоматически попала в финальную часть на правах хозяина турнира, Германия и Португалия автоматически прошли в элитный раунд как команды с наивысшим коэффициентом), которые были поделены на 13 групп по 4 команды. В элитный раунд попадут победители групп и команды, занявшие вторые места.
В элитном раунде примут участие 28 команд, которые будут поделены на 7 групп по 4 команды. Победители групп выйдут в финальную часть.

### Жеребьёвка
Жеребьёвка квалификационного раунда состоялась 6 декабря 2017 года в штаб-квартире УЕФА в Ньоне.
Команды были разбиты на четыре корзины, согласно рейтингу, заработанному в ходе выступлений на последних трёх чемпионатах Европы (в том числе и в отборочных турнирах)
В ходе жеребьёвки, по политическим причинам, между собой были разведены сборные Сербии и Косово, Боснии и Косово, которые не могли попасть в одну группу.

### Квалифицировались в финальный турнир
| Сборная    | Способ квалификации  | Дата квалификации | Участие | Подряд | В последний раз | Лучший результат                                   |
| ---------- | -------------------- | ----------------- | ------- | ------ | --------------- | -------------------------------------------------- |
| Армения    | Хозяева              | 9 декабря 2016    | 2       | 1      | 2005            | Групповой этап (2005)                              |
| Ирландия   | 1-е место в группе 1 | 23 марта 2019     | 3       | 1      | 2011            | 4-е место (2002), Полуфинал (2011)                 |
| Чехия      | 1-е место в группе 2 | 26 марта 2019     | 7       | 1      | 2017            | Финалист (2017)                                    |
| Норвегия   | 1-е место в группе 3 | 26 марта 2019     | 5       | 2      | 2018            | Групповой этап (2002, 2003, 2005, 2018)            |
| Испания    | 1-е место в группе 4 | 26 марта 2019     | 12      | 1      | 2015            | Чемпион (2002, 2004, 2006, 2007, 2011, 2012, 2015) |
| Франция    | 1-е место в группе 5 | 26 марта 2019     | 11      | 2      | 2018            | Чемпион (2005, 2010, 2016)                         |
| Португалия | 1-е место в группе 6 | 26 марта 2019     | 11      | 5      | 2018            | Чемпион (2018)                                     |
| Италия     | 1-е место в группе 7 | 26 марта 2019     | 7       | 2      | 2018            | Чемпион (2003)                                     |

## Места проведения
2 апреля 2019 года Федерация футбола Армении представила 3 стадиона, которые примут матчи турнира, все расположены в столице страны — Ереване.
| Ереван                          | Ереван                          | Ереван                                 |
| ------------------------------- | ------------------------------- | -------------------------------------- |
| Республиканский                 | Бананц                          | Стадион Ереванской Футбольной академии |
|                                 |                                 |                                        |
| 40°10′19″ с. ш. 44°31′33″ в. д. | 40°10′17″ с. ш. 44°27′00″ в. д. | 40°13′16″ с. ш. 44°33′19″ в. д.        |
| Вместимость: 14,403             | Вместимость: 4,860              | Вместимость: 1,428                     |
| Ереван                          |                                 |                                        |

## Финальный турнир

### Жеребьёвка и посев команд
Жеребьёвка финального турнира состоялась 31 мая 2019 года в 12:00 по AMT (UTC+4), в Armenia Marriott Hotel в городе Ереван, Армения. Восемь команд были разделены на 2 группы по 4 команды без предварительного посева. Армения получила позицию А1 как хозяйка.

### Определение мест команд в групповом раунде
В групповом раунде место команды определяется количеством набранных очков: чем больше очков, тем выше место. В случае, если у двух или более сборных совпадает количество очков, используются следующие критерии:
1) большее количество очков, набранных в личных встречах между претендентами;
2) лучшая разница мячей в личных встречах между претендентами;
3) большее количество голов в личных встречах между претендентами;
4) Если после применения критериев от 1 до 3 две команды по-прежнему имеют равные показатели, для определения итогового турнирного положения критерии от 1 до 3 применяются исключительно к матчам с участием этих двух команд. Если и эта процедура не позволяет принять окончательное решение, то используются критерии от 5 до 10:
5) лучшая разница мячей во всех матчах группового этапа;
6) большее количество забитых мячей во всех матчах группового этапа;
7) серия пенальти, если команды имеющие одинаковые показатели по всем пунктам играют в последнем матче группового этапа
8) поведение команд в духе «фэйр-плей» в финальном турнире;
9) позиция в рейтинге коэффициентов национальных сборных УЕФА;
10) жребий.

### Главные тренеры и капитаны команд
| Сборная    | Тренер           | Капитан          |
| ---------- | ---------------- | ---------------- |
| Армения    | Артур Восканян   | Арсен Егиазарян  |
| Португалия | Филипе Рамос     | Витор Феррейра   |
| Италия     | Кармине Нунциата | Марко Карнесекки |
| Испания    | Санти Дения      | Моха             |
| Чехия      | Ян Сухопарек     | Давид Гейденрейх |
| Ирландия   | Том Мохан        | Ли О’Коннор      |
| Норвегия   | Гуннар Халле     | Эрик Сандберг    |
| Франция    | Лионель Руксель  | Максанс Какре    |

### Экипировка команд
| Бренд       | # | Сборные                       |
| ----------- | - | ----------------------------- |
| Nike        | 3 | Португалия, Франция, Норвегия |
| Puma        | 2 | Италия, Чехия                 |
| Adidas      | 1 | Испания                       |
| Macron      | 1 | Армения                       |
| New Balance | 1 | Ирландия                      |

## Судьи
6 рефери, 8 ассистентов и 2 резервных арбитра обслужат матчи турнира.

| Рефери - Ирфан Пельто - Кристо Тохвер - Анастасиос Папапетру - Никола Дабанович - Сергей Иванов - Филип Глова | Ассистенты - Теодорос Георгиу - Саги Мецамбер - Александр Радюш - Люк Портелли - Давид Голис - Валентин Аврам - Грега Кордеж - Стефан Де Алмейда | Резервные арбитры - Сурен Балиян - Завен Ованнисян |

## Групповой этап
| Легенда | Легенда                                                  |
| ------- | -------------------------------------------------------- |
|         | Команды, вышедшие в 1/2 финала                           |
|         | Команды, потерявшие шанс на дальнейшее участие в турнире |

### Группа A
| М | Команда    | И | В | Н | П | Мячи   | ±   | О |
| - | ---------- | - | - | - | - | ------ | --- | - |
| 1 | Португалия | 3 | 2 | 1 | 0 | 8 − 1  | +7  | 7 |
| 2 | Испания    | 3 | 2 | 1 | 0 | 7 − 3  | +4  | 7 |
| 3 | Италия     | 3 | 1 | 0 | 2 | 5 − 5  | 0   | 3 |
| 4 | Армения    | 3 | 0 | 0 | 3 | 1 − 12 | −11 | 0 |

| Армения       | 1:4 (0:1) | Испания                                                 |
| ------------- | --------- | ------------------------------------------------------- |
| Егиазарян 54′ | (отчёт)   | Орельяна 33′ · Миранда 58′ · Маркес 64′ · Мольехо 90+7′ |

| Италия | 0:3 (0:1) | Португалия                           |
| ------ | --------- | ------------------------------------ |
|        | (отчёт)   | Кардозу 28′ · Рамуш 46′ · Коррея 52′ |

| Португалия | 1:1 (0:1) | Испания     |
| ---------- | --------- | ----------- |
| Виейра 49′ | (отчёт)   | Миранда 41′ |

| Армения | 0:4 (0:2) | Италия                                          |
| ------- | --------- | ----------------------------------------------- |
|         | (отчёт)   | Портанова 29′, 56′ · Мерола 32′ · Распадори 69′ |

| Португалия                                       | 4:0 (1:0) | Армения |
| ------------------------------------------------ | --------- | ------- |
| Феррейра 34′ (пен.) · Мариу 50′ · Говея 67′, 88′ | (отчёт)   |         |

| Испания                       | 2:1 (0:1) | Италия     |
| ----------------------------- | --------- | ---------- |
| Гавьоли 61′ (авт.) · Руис 61′ | (отчёт)   | Мерола 35′ |

### Группа B
| М | Команда  | И | В | Н | П | Мячи  | ±  | О |
| - | -------- | - | - | - | - | ----- | -- | - |
| 1 | Франция  | 3 | 3 | 0 | 0 | 5 − 0 | +5 | 9 |
| 2 | Ирландия | 3 | 1 | 1 | 1 | 3 − 3 | 0  | 4 |
| 3 | Норвегия | 3 | 0 | 2 | 1 | 1 − 2 | −1 | 2 |
| 4 | Чехия    | 3 | 0 | 1 | 2 | 1 − 5 | −4 | 1 |

| Норвегия   | 1:1 (1:0) | Ирландия |
| ---------- | --------- | -------- |
| Ботхейм 8′ | (отчёт)   | Ходж 81′ |

| Чехия | 0:3 (0:1) | Франция                                            |
| ----- | --------- | -------------------------------------------------- |
|       | (отчёт)   | Флипс 41′ (пен.) · Гейденрейх 48′ (авт.) · Аби 52′ |

| Чехия | 0:0     | Норвегия |
| ----- | ------- | -------- |
|       | (отчёт) |          |

| Ирландия | 0:1 (0:0) | Франция    |
| -------- | --------- | ---------- |
|          | (отчёт)   | Изидор 83′ |

| Ирландия                | 2:1 (1:0) | Чехия     |
| ----------------------- | --------- | --------- |
| Афолаби 35′ · Коффи 81′ | (отчёт)   | Кушей 79′ |

| Франция   | 1:0 (0:0) | Норвегия |
| --------- | --------- | -------- |
| Нгуму 61′ | (отчёт)   |          |

## Плей-офф
|  | Полуфиналы            | Полуфиналы |   |  | Финал                 | Финал |  |
|  |                       |            |   |  |                       |       |  |
|  | 24 июля 2019 — Ереван |            |   |  |                       |       |  |
|  | Португалия            | 4          |   |  |                       |       |  |
|  | Ирландия              | 0          |   |  |                       |       |  |
|  |                       |            |   |  |                       |       |  |
|  |                       |            |   |  | 27 июля 2019 — Ереван |       |  |
|  |                       |            |   |  | Португалия            | 0     |  |
|  |                       | Испания    | 2 |  |                       |       |  |
|  |                       |            |   |  |                       |       |  |
|  |                       |            |   |  |                       |       |  |
|  |                       |            |   |  |                       |       |  |
|  | 24 июля 2019 — Ереван |            |   |  |                       |       |  |
|  | Франция               | 0 (3)      |   |  |                       |       |  |
|  | Испания (пен.)        | 0 (4)      |   |  |                       |       |  |

### Полуфиналы
| Португалия                                    | 4:0 (2:0) | Ирландия |
| --------------------------------------------- | --------- | -------- |
| Феррейра 31′ (пен.) · Рамуш 45+2′, 59′, 90+6′ | (отчёт)   |          |

| Франция                                           | 0:0     | Испания                                         |
| ------------------------------------------------- | ------- | ----------------------------------------------- |
|                                                   | (отчёт) |                                                 |
| Пенальти                                          |         |                                                 |
| Беграуи · Изидор · Какре · Ндика Матам · Марселен | 3:4     | Мольехо · Маркес · Гильямон · Орельяна · Торрес |

### Финал
| Португалия | 0:2 (0:1) | Испания         |
| ---------- | --------- | --------------- |
|            | (отчёт)   | 34′, 51′ Торрес |

| Чемпион Европы по футболу среди юношей до 19 лет 2019 |
| ----------------------------------------------------- |
| Испания Восьмой титул                                 |

## Бомбардиры
4 гола
- Гонсалу Рамуш

2 гола
- Хуан Миранда
- Ферран Торрес
- Маноло Портанова
- Давиде Мерола
- Витор Феррейра
- Тиагу Говея

1 гол
- Арсен Егиазарян
- Джо Ходж
- Джонатан Афолаби
- Барри Коффи
- Алехандро Орельяна
- Алехандро Маркес
- Виктор Мольехо
- Абель Руис
- Джакомо Распадори
- Эрик Ботхейм
- Гонсалу Кардозу
- Фелиш Коррея
- Фабиу Виейра
- Алексис Флипс
- Шарль Аби
- Вильсон Изидор
- Натан Нгуму
- Васил Кушей

Автоголы
- Давид Гейденрейх (в матче против Франции)
- Лоренцо Гавьоли (в матче против Испании)

## Команда турнира
Технические наблюдатели УЕФА составили команду турнира из следующих игроков:
Вратарь
- Арнау Тенас

Защитники
- Виктор Гомес
- Эрик Гарсия
- Умар Соле
- Хуан Миранда

Полузащитники
- Максанс Какре
- Антонио Бланко
- Фабиу Виейра

Нападающие
- Ферран Торрес
- Джонатан Афолаби
- Фелиш Коррея